# نمایشگاه آزادسران
نمایشگاه آزادسران (انگلیسی: Société des Artistes Indépendants) که در برخی از منابع تحت عنوان انجمن هنرمندان مستقل هم نامیده شده است، در ۲۹ ژوییه ۱۸۸۴ در پاریس و با سازماندهی نمایشگاه‌های عظیم پاریس شکل گرفت. اودیلون ردون، ژرژ سورا و پل سینیاک از بنیانگذاران این نمایشگاه بودند.